# 劉才 (廣恩伯)
劉才（？—1430年），字子才，河南行省安豐路霍丘縣（今安徽省霍邱縣）人，明朝軍事將領、靖難之役人物。
元末時，劉才擔任元帥，后歸降明朝，歷任營州中護衛指揮僉事。靖難之役時，朱棣攻佔大寧后歸降，此後從戰有功勞。永樂年間，封廣恩伯，祿九百石，世指揮同知。永樂八年，跟從明成祖北征，督軍右掖。后因失律議罪，之後被寬恕。永樂二十一年，與隆平侯張信處理永平、山海關邊務。次年跟從朱棣北征，抵達懷來時因兵退還。宣德五年去世。